# 사막붉은박쥐
사막붉은박쥐 또는 서부붉은박쥐(Lasiurus blossevillii)는 애기박쥐과에 속하는 박쥐의 일종이다. 사막붉은박쥐는 캐나다 남부 지역부터 미국 서부를 거쳐 남쪽으로 중앙아메리카 그리고 남아메리카 북부 일부까지 대체로 북아메리카 지역에서 발견된다.

## 서식지
철새들처럼 계절에 따라 이동한다. 추워지면 아메리카 남부 지역으로 이동하며, 북부 지방에사 날씨가 따뜻해지기 시작하면 북쪽으로 이동한다.

## 같이 보기
- 동부붉은박쥐